# 吕梁英雄传

《吕梁英雄传》是何群执导，于震等参演的电视剧，2005年出品，共22集，该作品主要讲述吕梁山中康家寨的村民在共产党的领导下反抗日军侵略，最后获得胜利的故事。该剧改编自马烽、西戎的同名小说。

## 演员表
- 于震 饰 雷石柱
- 杨树泉 饰 武得民
- 刑佳栋 饰 孟二楞
- 李梦男 饰 康明理
- 林林 饰 康有富
- 林永健 饰 王怀当
- 杨念生 饰 康锡雪
- 冯千 饰 康顺风
- 张惠中 饰 邱德世
- 赵小锐 饰 犬养

## 其他
- 该剧在拍摄的时候，导演因为一些原因经常和张纪中闹矛盾。

## 所获奖项
- 该作在第23届中国电视金鹰奖中获得优秀长篇电视剧奖。

## 相關連結
- 豆瓣电影上《吕梁英雄传》的資料 （简体中文）
- 央视网 （页面存档备份，存于）